# لسرار (حالمين)

تعديل مصدري - تعديل

لسرار هي إحدى قرى عزلة حبيل الريدة بمديرية حالمين التابعة لمحافظة لحج، بلغ تعداد سكانها 242 نسمة حسب تعداد اليمن لعام 2004.